# Pseudocalotes rhaegal
Pseudocalotes rhaegal — вид ігуаноподібних ящірок родини агамових (Agamidae). Ендемік Малайзії. Вид названий на Рейгаля, дракона з серії книг «Пісня льоду й полум'я».

## Поширення і екологія
Pseudocalotes rhaegal відомі з типової місцевості, розташованої поблизу міста Танах-Рата в горах Кемерон-Хайлендс в штаті Паханг на Малайському півострові. Вони живуть в гірських діптерокарпових лісах, на висоті від 1200 до 1500 м над рівнем моря.

## Збереження
МСОП класифікує цей вид як такий, що перебуває на межі зникнення. Pseudocalotes rhaegal загрожує знищення природного середовища.